# ناحية الدالية
ناحية الدالية إحدى نواحي سوريا تتبع إداريّاً لمحافظة اللاذقية منطقة جبلة ومركزها بلدة الدالية، بلغ تعداد سكان الناحية 13,608 نسمة حسب التعداد السكاني لعام 2004.

## بلدات وقرى ناحية الدالية
بطموش، بيت عانا، الدالية، عين غنام، حرف الساري، معرن، المشيرفة، القصيبة، سلمية، التلازيق، وادي القلع، المشتية، فويرسات شرقية، فويرسات غربية.